# Zomboy
Joshua Mellody Jenkins (Penzance, Reino Unido; 1 de junio de 1989), más conocido por su nombre artístico Zomboy, es un DJ y productor inglés de los géneros dubstep, brostep y EDM. En 2014 ingresó en la encuesta realizada por la revista DJmag ocupando el puesto #77 y hasta 2015, ocupó el puesto #107.

## Primeros años
Josh Jenkins, nació en un pequeño pueblo de Cornualles (Inglaterra) llamado Penzance. En 2010, viajó a los Estados Unidos y comenzó como ingeniero y técnico de sonido en su propio estudio de grabación, en donde formó la banda de post-hardcore y hardcore punk Place Your Bet$ presentando varias pistas y demos. A finales de ese mismo año, viajó a Guilford, Reino Unido para conseguir el título de producción musical en la Academia de Música Contemporánea, e iniciar su nuevo proyecto conocido como "Zomboy", alias inspirado en el videojuego Left 4 Dead.

## Carrera musical
En 2011, debuta con el tema "Organ Donor", que fue lanzado en "Game Time EP" por Never Say Die Records. Su EP debut estuvo en el top 5 de las listas de dubstep de Beatport por más de 8 semanas. Al final del año, su música y remixes fueron licenciados para compilaciones en discográficas como Warner y Ministry of Sound.
El 2012, lanzó su segundo EP, The Dead Symphonic EP. En marzo de 2013, lanzó el sencillo Here to Stay con Lady Chann en Never Say Die Records y No Tomorrow Recordings. En septiembre de 2013, Reanimated EP fue lanzado en dos partes, de las cuales, Pt. 1 fue lanzado en Never Say Die Records y Pt. 2 en No Tomorrow Recordings. Su álbum debut titulado The Outbreak  fue lanzado por Never Say Die Records en agosto de 2014.
Zomboy cita influencias como Skrillex, Datsik, Rusko, Reso, Excision, Downlink, Bare Noize, y ha participado en varios festivales de música, entre los más destacados están el Ultra Music Festival de 2014,  TomorrowWorld de 2014, y Shambhala Music Festival 2015.

## Ranking DJ Mag
| DJ     | 2014 | 2015 |
| ------ | ---- | ---- |
| Zomboy | 77   | 105  |

## Discografía

### EP, Álbumes de estudio y sencillos
- 2011: Game Time EP
- 2012: The Dead Symphonic EP
- 2013: Here To Stay (Feat. Lady Chann) / (Remixes)
- 2013: Reanimated PT. 1 y 2
- 2014: The Outbreak
- 2015: Resurrected
- 2016: Neon Grave
- 2017: Neon Grave: Remixed
- 2017: Rott N' Roll Pt.1
- 2017: Rott N' Roll Pt.1: Remixed
- 2019: Rott N' Roll Pt.2
- 2019: Rott N' Roll Pt.2: Remixed
- 2022: Dead Man Walking Pt. 1
- 2022: Dead Man Walking Pt. 1: Remixed